# ギョリュウバイ
ギョリュウバイ（御柳梅、学名：Leptospermum scoparium）はフトモモ科ギョリュウバイ属の常緑低木。

## 特徴
桃色の花が美しいため栽培される。ニュージーランドとオーストラリア南東部原産。
ギョリュウバイの名は、ギョリュウに似て葉が小さく、花がウメに似ることから。ギョリュウ科のギョリュウ（御柳）ともバラ科のウメとも関係がない。針葉樹のネズに似るのでネズモドキの別名もある。またマオリ語でマヌカ（Manuka）ともいう。葉がお茶や煎じ薬として利用されてきたことからティーツリー（英語では"Tea tree"）ともいうが、アロマテラピーで利用されているハーブのティーツリー（学名Melaleuca alternifolia)とは同じフトモモ科であるものの、別種である。そこでこれらを区別するために、ギョリュウバイは、New Zealand teatreeとも呼ばれる。

## 利用
原生地では蜂蜜の蜜源としても好まれ、蜂蜜はマヌカハニーと呼ばれている。マヌカハニーはピロリ菌駆除力、殺菌力を持ち、民間療法で、胃炎に対し、効果があることが報告されている。
整腸・美肌にも良いとされ、オイルマッサージ用のエッセンシャルオイルや化粧石けん、ローションなどの化粧品に加工されている。